# Francesc Xavier Puyada i Alsina
Francesc Xavier Puyada i Alsina (Badalona, Catalunya 15 de maig de 1981) és un jugador de bàsquet que ha jugat en diversos equips de la Lliga ACB.

## Trajectòria esportiva

### Clubs
- Pedrera Sant Josep Badalona
- 1999-00: FC Barcelona B (EBA)
- 2000-01: FC Barcelona B (Eba) i FC Barcelona (ACB)
- 2001-02: Drac Inca (LEB)
- 2002-03: CB Monsó (Eba) i Caprabo Lleida (ACB)
- 2003-04: WTC Cornella (LEB-2)
- 2004-05: CB L'Hospitalet (LEB-2)
- 2005-06: CB L'Hospitalet (LEB)
- 2006-07: CB L'Hospitalet (LEB) i Alta Gestión Fuenlabrada (ACB)
- 2007-08: Palma Aqua Magica (LEB Or)
- 2008-09: CB Valladolid (LEB Or)
- 2009-10: CB Valladolid (ACB)
- 2010-11: Club Baloncesto Murcia (LEB Or)

### Palmarès
- Campió de la Lliga LEB Oro i ascens a l'ACB amb el CB Valladolid la temporada 2008-09
- Ascens a la LEB i campió de la LEB2 amb el L ´ Hospitalet la temporada 2004-05
- Internacional amb la selecció espanyola jove (sub21), participa en el Campionat del Món del Japó 2001[1]